# Milledgeville (Ohio)
Milledgeville – wieś w Stanach Zjednoczonych, w stanie Ohio, w hrabstwie Fayette.